# بلدة هانوفر (مقاطعة ويكسفورد)
هانوفر، مقاطعة ويكسفورد (بالإنجليزية: Hanover Township, Wexford County, Michigan)‏ هي بلدة تقع بولاية ميشيغان في الولايات المتحدة. تبلغ مساحتها 93.8 (كم²)، وترتفع عن سطح البحر 319 م، بلغ عدد سكانها 1200 نسمة في عام تعداد الولايات المتحدة 2000 حسب إحصاء مكتب تعداد الولايات المتحدة وتصل الكثافة السكانية فيها 12.9 نسمة/كم2.

## وصلات خارجية
- The US50 - Cities and Towns in Michigan State
- Michigan Cities and Towns, Facts, Map, Flag, Colleges, Government, and More